# أحمد خان الكبير
أحمد خان الملقب بأحمد خان الكبير (1793-1840) هو الابن الأكبر لمحمد رفيع خان، حكم بستك وجهانكيرية ولارستان جنوب إيران في عهد الشاه القاجاري فتح علي شاه، وقد دام حكمه 27 عاماً.

## نسبه
أحمد خان بن محمد رفيع خان بن هادي خان بن محمد خان الكبير بن عبد القادر البستكي بن حسن البستكي بن محمد الصغير بن محمد الكبیر بن ناصر الدین بن محمد بن جابر بن إسماعيل بن عبد الغني بن إسماعيل بن عبد الرحيم بن الشیخ عبد السلام خنجي بن عباس بن إسماعيل بن حمزة بن أحمد بن محمد بن هارون بن مهدي بن مرشد بن محمود بن أحمد بن علي بن مبارك بن عبد السلام بن سعید بن عبد الغني بن طلحة بن أحمد بن إسماعيل بن سلیمان بن الأمير جعفر الأكبر بن الخليفة أبي جعفر المنصور بن الإمام محمد بن الإمام علي الساجد بن حبر الأمة عبد الله بن العباس بن عبدالمطلب الهاشمي القرشي.

## حياته العملية
ولد أحمد خان في بستك سنة 1208 هـ / 1793 م ونشأ بها، أمضى في التعليم نحو عشر سنوات، وقد أتقن التعليم وركوب الخيل والرماية، وعُرف بشجاعته وحسن فضله. وعندما بلغ سن البلوغ، أصبح يساعد والده في شؤون حكم مدينة بستك، وفي تلك السن الصغيرة قام بشؤون والده المهمة والأعمال الراكدة، وأقام النظام والسلام ونال رضا الناس، وقد جذب اهتمام الناس وأمناء الحكومة والحكام آنذاك.
في 1224 هـ / 1810 م، عندما جاء صادق خان إلى بستك بعد قمع ثوار داراب، استقبله محمد رفيع خان عند بئر مخدان، لأن تحصيل الحقوق المدنية قد تأخر، كما زار محمد رفيع خان بستك أثناء الأسبوع، وكان يؤدي العبادة، ثم تولى القائد القاجاري أحمد خان إدارة جهانكيرية والموانئ.

## عهد أحمد خان الكبير
مع بداية حكم أحمد خان، قام أولاً بقتل رئيس قرية كوهج المسمى تاج الدين بعد أن ثار ضد الحكومة القاجارية وفي عهد والده محمد رفيع خان (كوهج هو اسم لقرية تقع على بعد 18 كيلومتراً شمال غرب بستك)، ثم شن حملة على ثوار مراغ وجاء إلى كوخرد عبر ممر جاه مسلم، حيث اعتقل شيوخ كوخرد وعاقبهم، حيث كانوا يتقاضون رسوماً وضريبة عن كل شخص من المسافرين والمرتحلين وبذلك استتب السلام العام في عام 1226 هـ / 1812 م
وقد أقرّ إبراهيم خان المعروف بإسم "ظاهر الدولة" والمقرب من شاه قاجار الذي قدم إلى بستك عام 1228 هـ / 1814 م حكم أحمد خان.
أصبح أحمد خان الحاكم الرسمي لبستك جهانكيرية والموانئ والجزر العباسية وبندر لنجة منذ عام 1229 هـ / 1815 م وقد كان شاباً راشداً وعمره 21 عاماً حينها، وبحصوله على مرسوم فتح علي شاه قاجار، وبعد استتباب الأمن، بدأ بالتوجه لتحسين الشؤون التجارية والزراعية في بستك وأراضيها، واستطاع بفضل الفرسان الشجعان أن يرسي الأمن والاستقرار الكامل في جميع مناطق سيطرته، وبعد عامين آخرين، أي في سنة 1231 هـ / 1816، أصدر الشاه القاجاري فتح علي شاه بمنح سلطة منطقة لارستان والموانئ بأكملها إلى أحمد خان، وقد أطلق عليه لقب "أحمد خان الكبير". أصبح أحمد خان مشهوراً وذائع الصيت خلال فترة حكمه.

## وفاته
توفي أحمد خان الكبير عام 1265 هـ هـ / 1840 م عن عمر 47 عاماً تقريباً ودفن بالقرب من قبري الشيخ عبد القادر البستكي والشيخ محمد خان في كجويه بعد 27 عاماً من الحكم.
كان لأحمد خان ستة أبناء هم: الشيخ محمد خان، والحاج مصطفى خان، وعبد الله خان، وأبو الفتح خان، ومحمود خان، ويوسف خان.

## هامش
- بني عباسيان، البستكي، محمد عزام، «تاريخ الجهانغيرية» ، طبعة طهران، ١٣٣٩.
- العباسي، مصطفى محمد زمان، نادر البيان في ذكر أنصب بني عباسيان، نشر في قطر: 1977م.
- محمديان، كوخاردي، محمد."مدينة بستك ومنطقة كوخارد" المجلد 1. الطبعة الأولى، دبي: 2005.
- المهندس: محمد، جميل. (بستك والخليج العربي) الطبعة الأولى، طهران: نشر سنة ١٣٤٣.
- بالود، محمد.(الثقافة الشعبية في منطقة بيستاك) دار الجار للنشر، مطبعة الزيتون، طبعة 2004.
- العاصمي، محمد بن دخيل، “فارس العرب”، الطبعة الأولى، الدمام (المملكة العربية السعودية): منشورات الشاطئ الحديث، ١٤١٨هـ.